# Henner Hollert
Henner Hollert (* 25. Mai 1969 in Bensheim) ist ein deutscher Ökotoxikologe und Hochschullehrer. Er ist Professor und Leiter der Abteilung für Evolutionsökologie und Umwelttoxikologie an der Goethe-Universität Frankfurt am Main.

## Leben
2001 wurde Hollert an der Universität Heidelberg promoviert. Anschließend war er dort bis 2007 Dozent für Zoologie, Ökotoxikologie und Ökologie. Zudem leitete er dort die Arbeitsgruppe Sedimenttoxikologie. Von 2007 bis 2019 war er W2-Universitätsprofessor an der RWTH Aachen. Seit 2019 ist er W3-Universitätsprofessor an der Goethe-Universität Frankfurt am Main.
Hollert ist Herausgeber der Fachzeitschrift Environmental Sciences Europe. Er hat rund 200 wissenschaftliche Artikel veröffentlicht. Zu seinen meistzitierten Arbeiten gehören Studien über Zebrafischembryonen als Alternative zu Tierversuchen und Untersuchungen zu den Auswirkungen von Mikroplastik und Nanoplastik auf aquatische Lebewesen. Laut Google Scholar beträgt sein h-Index 88.